# Північ (Доктор Хто)
Північ (англ. Midnight) — десятий епізод четвертого сезону поновленого британського науково-фантастичного телесеріалу «Доктор Хто». Вперше транслювався на телеканалі BBC One 14 червня 2008 року.
Події епізоду відбуваються всередині невеликого туристичного транспортного засобу, який зупиняється посеред туру на ворожій поверхні планети Північ, кабіна водія якого знищується. Невидимий нападник зображений лише за допомогою звукових ефектів, він заволодіває одним із пасажирів, Скай Сильвестрі (грає Леслі Шарп), яка починає повторювати слова інших пасажирів на борту.
Епізод значно більше акцентував увагу на ролі Девіда Теннанта як Десятого Доктора, ніж у решті четвертого сезону. Супутниці Доктора Донні Ноубл (грає Кетрін Тейт) відводиться мінімальна роль. З цієї причини Стівен Джеймс Уокер описав епізод у своїй книзі «Монстри всередині» (англ. Monsters Within) як епізод у режимі «супутник-лайт».
Епізод переглянули 8,05 мільйонів глядачів з часткою аудиторії 38 %, через що епізод став п'ятою найбільш переглядуваною телепрограмою тижня у Великій Британії. Він отримав 86 балів за індексом оцінки (відмінно).